# Tina O’Brien

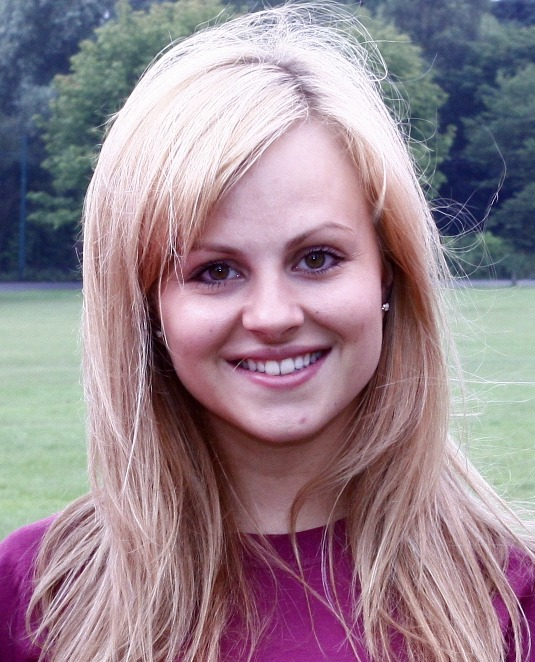
Tina O’Brien

Tina O’Brien (* 7. August 1983 in Manchester) ist eine britische Schauspielerin.

## Leben
Tina O’Brien übernahm im Alter von 16 Jahren die Rolle der Sarah Platt in der britischen Seifenoper Coronation Street. 2000 wurde sie für diese Rolle als bester Newcomer mit dem National Television Award ausgezeichnet. Diese Rolle lief zunächst bis 2008.
Es folgten kleinere Auftritte in Filmen und Fernsehserien, oder Theater-Aufführungen in Manchester als Cinderella. 2010 nahm sie an Strictly Come Dancing teil. 2015 kehrte sie mit ihrer Serienfigur Sarah Platt wieder zur Serie Coronation Street zurück.

## Filmografie (Auswahl)
- Seit 1999: Coronation Street
- 2010: Die geheimen Tagebücher der Anne Lister (The Secret Diaries of Miss Anne Lister)
- 2010–2011: Waterloo Road (Fernsehserie, 11 Folgen)
- 2011: Casualty (Fernsehserie, 3 Folgen)
- 2012: Crime Stories (Fernsehserie, eine Folge)